# Tephrosia retusa
Tephrosia retusa är en ärtväxtart som beskrevs av Burtt Davy. Tephrosia retusa ingår i släktet Tephrosia och familjen ärtväxter. Inga underarter finns listade i Catalogue of Life.